# Vương Dần
Vương Dần (王寅) là một nhân vật hư cấu trong tác phẩm Hậu Thủy hử của tác giả Thi Nại Am. Vương Dần giữ chức thượng thư trong triều đình Phương Lạp và là một trong Ngũ hổ tướng của quân đội Phương Lạp, tham gia chống lại quân triều đình nhà Tống do Tống Công Minh làm tiên phong.

## Xuất thân
Vương Dần người vùng Hấp Châu (An Huy ngày nay), vốn xuất thân là thợ đá nhưng lại là người biết văn võ, có tài bày binh bố trận nên được Phương Lạp phong làm thượng thư. Hậu Thủy hử mô tả Vương Dần "quen sử dụng giáo sắt, cưỡi tuấn mã có biệt hiệu là "chuyển sơn phi" có thể trèo núi vượt sông như đi trên đất bằng"

## Chinh chiến và tử trận
Do giữ chức thượng thư nên Vương Dần không tham gia chiến đấu nhiều trận mà cùng với hoàng thúc Phương Lạp là Phương Hậu và Thị lang Cao Ngọc giữ thành Hấp Châu. Khi quân Lư Tuấn Nghĩa tiến đánh Hấp Châu, Vương Dần giả kế bỏ thành rút chạy song thực chất lại cho quân lính đào hầm sập sát cổng thành. Hai tướng Đan Đình Khuê và Ngụy Định Quốc muốn lập công đầu bèn xông vào trước, cả người lẫn ngựa đều sa xuống hầm, bị quân lính của Vương Dần giết chết.
Khi thành Hấp Châu thất thủ, Vương Dần phá vây ra ngoài, gặp hai tướng Lý Vân và Thạch Dũng. Lý Vân không cưỡi ngựa khi giao chiến bị ngựa của Vương Dần dẫm chết, còn Thạch Dũng không thể địch nổi Vương Dần nên bị đâm chết.
Ngay lúc đó, từ trong thành Tôn Lập, Hoàng Tín, Trâu Uyên, Trâu Nhuận xông ra vây Vương Dần lại. Tuy Vương Dần cố gắng tả xung hữu đột, địch nổi bốn tướng nhưng không may Lâm Xung lại cưỡi ngựa xông tới, Vương Dần không địch nổi 5 tướng liên thủ và cuối cùng bị giết.